# أزادغان (أرومية)
أزادغان هي قرية في مقاطعة أرومية، إيران. يقدر عدد سكانها بـ 270 نسمة بحسب إحصاء 2016.